# Alice Superiore
Alice Superiore is een gemeente in de Italiaanse provincie Turijn (regio Piëmont) en telt 646 inwoners (31-12-2004). De oppervlakte bedraagt 7,0 km², de bevolkingsdichtheid is 92 inwoners per km².
De volgende frazioni maken deel uit van de gemeente: Gauna.

## Demografie
Alice Superiore telt ongeveer 341 huishoudens. Het aantal inwoners steeg in de periode 1991-2001 met 2,5% volgens cijfers uit de tienjaarlijkse volkstellingen van ISTAT.
| Jaar | Inwoneraantal |
| ---- | ------------- |
| 1991 | 601           |
| 2001 | 616           |

## Geografie
De gemeente ligt op ongeveer 610 m boven zeeniveau.
Alice Superiore grenst aan de volgende gemeenten: Trausella, Meugliano, Meugliano, Lessolo, Rueglio, Vico Canavese, Fiorano Canavese, Issiglio, Lugnacco, Pecco, Vistrorio.

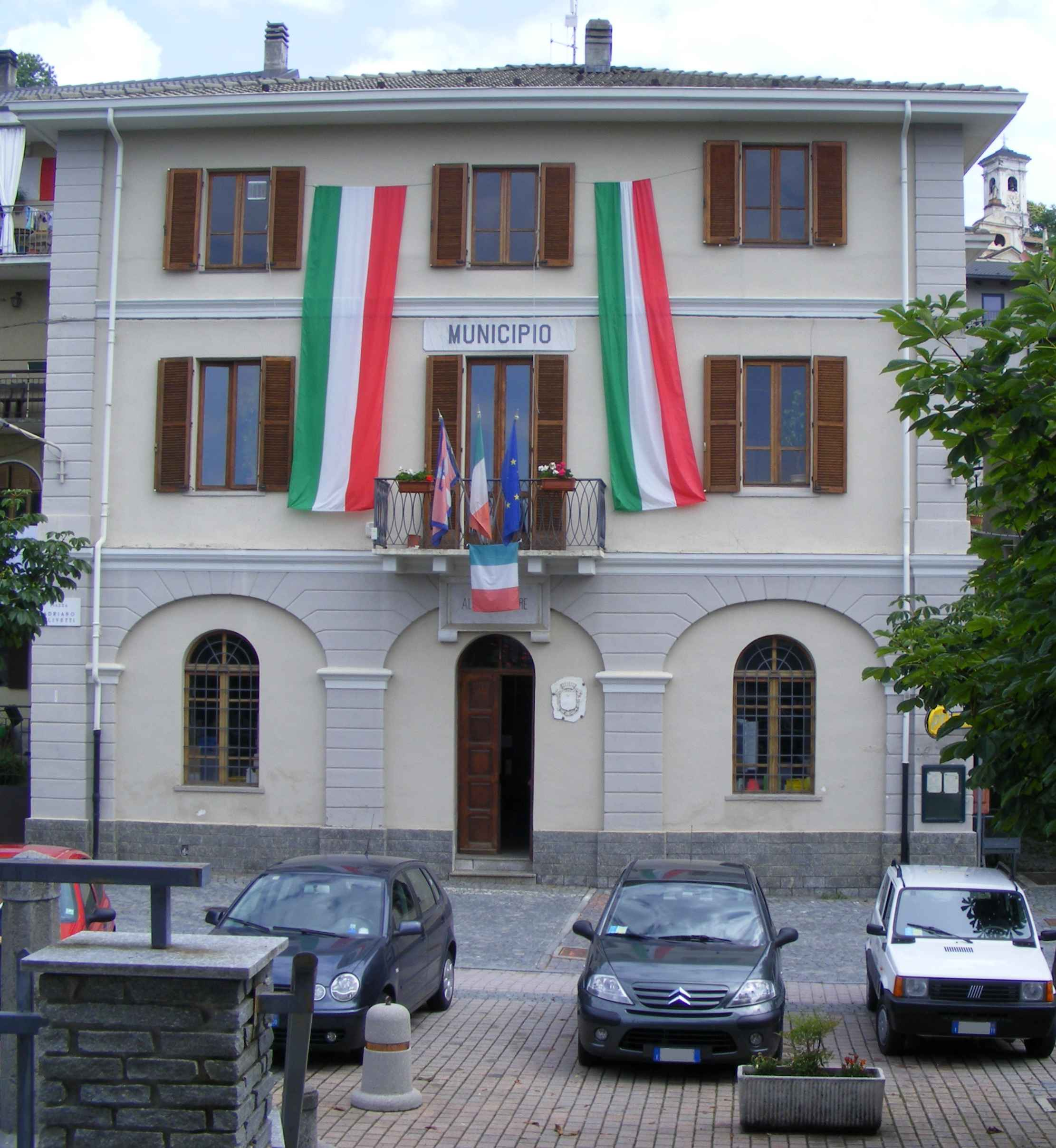
Gemeentehuis

1. ↑  Popolazione Residente al 1° Gennaio 2018. Istituto Nazionale di Statistica. Geraadpleegd op 16 maart 2019.